# المرأة والقانون (فلم)
المرأة والقانون  فيلم دراما مصري للمخرجة نادية حمزة عام 1988 وكتب القصة والسيناريو والحوار الممثلة والأستاذة في أكاديمية الفنون والكاتبة سميرة محسن. الفيلم من بطولة شريهان، ماجدة الخطيب، فاروق الفيشاوي، سامي العدل، وسعيد طرابيك  وتدور الأحداث حول الشابة نادية وما يحدث لها من المعلم محمود الذي يتزوج والدتها للوصول اليها وعندما يتزوجها حبيبها المحامي أحمد لا يتخلى المعلم محمود عن رغبته مما يتسبب في إطلاق الرصاص عليه بيد زوجته ووالدة ضحيته.
صدر الفيلم إلى دور العرض المصرية في 18 يناير 1988.
منح موقع قاعدة بيانات الأفلام العربية «السينما.كوم» الفيلم درجة 6.1/ 10.

## طاقم التمثيل
شريهان: في دور نادية
ماجدة الخطيب: في دور سيدة (والدة نادية)
فاروق الفيشاوي: في دور أحمد حسين (جار وحبيب نادية)
سامي العدل: في دور المعلم محمود الأنصاري (العطار)
سعيد طرابيك: في دور وكيل النيابة
إعتدال شاهين: في دور والدة أحمد
وحيد عزت: في دور متولي (صاحب محل بيع الملابس وتاجر المخدرات)
ربيع الصغير: في دور صبي العطار حسين)
عبد الجواد متولي: في دور المحامي
ميرفت مراد: في دور ليلى حسين (شقيقة أحمد)
حسني صقر: في دور موكل المحامي
بالاشتراك مع: عبد المنعم النمر 

## أحداث الفيلم
تعمل سيدة (ماجدة الخطيب) حكيمة بأحد المستشفيات، وتعيش مع ابنتها نادية (شريهان) طالبة الثانوية العامة، التي ترتبط بعلاقة عاطفية مع جارها المحامي الشاب أحمد حسين (فاروق الفيشاوي). يصدر أمر إزالة لمنزل سيدة، ويوافق صاحب محلات العطارة، المعلم محمود الانصاري (سامي العدل)، على تسكين سيدة وإبنتها في شقته القديمة التي تركها بعد موت زوجته. يرحب المعلم محمود بالسكان الجدد، وهو يطمع في الزواج من الإبنة، بينما يستمر أحمد في التواصل مع حبيبته نادية منتظرا الوقت المناسب لخطبتها. تنجح نادية وتستعد للإلتحاق بكلية الطب، وتوافق سيدة على خطوبة نادية لأحمد ولذلك يحول المعلم محمود اتجاهه نحو سيدة، حتى يكون بالقرب من نادية. يتم كتب كتاب أحمد على ناديه، وتتزوج سيدة من المعلم محمود، الذي ينتقل للعيش مع الأرملة وابنتها. يستغل المعلم نوم زوجته، ويتلصص على ناديه أثناء نومها، ويقوم، ذات مرة، بإقتحام حجرتها وهو بملابسه الداخلية، فتصده وتخشى إبلاغ والدتها، ولكنها تخبر أحمد، الذي يواجه المعلم محمود وينذره ويحذره. يحاول أحمد أن يتمم الزواج في منزل والدته (إعتدال شاهين) التي ترفض، حيث أنها رفضت من قبل إقامة زوج ابنتها ليلى حسين (ميرفت مراد) الإقامة معها. يقرر أحمد الزواج في شقة مفروشة، رغم انها ستلتهم معظم دخله، وتعترض سيدة، ولكن سقوط المعلم محمود مريضا، يؤجل الحديث في الموضوع. في المستشفى يكتشف الجميع أن المعلم مدمن هيروين، وتقرر سيدة البقاء بجواره حتى يتخلص من الإدمان. كان المعلم محمود يحصل على الهرويين من متولي (وحيد عزت) صاحب محل بيع الملابس. ينفق محمود كل ما يملك وأخيرا يبيع بيته لمتولي لشراء الهيروين، حيث كان متولي يزوره في المستشفى سرا، ويمده بالهيروين. يغافل محمود زوجته ويفر من المستشفى، ويهاجم نادية ويحاول إغتصابها فتقاومه، ولكنه يتمكن من تقييدها بالسرير ويقوم بفض بكارتها. تتنبه سيدة لهروب المعلم، وتخشى على ابنتها، فتتصل بأحمد، ويسرعوا لإنقاذ ناديه. تصل سيدة وتشاهد الدماء تنزف من إبنتها، فتناول مسدس المعلم وتطلق النار عليه فنقتله. يقبض على سيدة ويتولى الدفاع عنها أحمد، غير أن الجيران والشرطة، يتهمون سيدة بقتل زوجها بعد رؤية ابنتها الفاجرة في أحضانه.
تدفع الظروف المحيطة أحمد لتطليق نادية، رغم تأكده من برائتها، ولكنه لم يتخل عن الدفاع عن سيدة، ويدفع بأن ما فعلت كان دفاع شرعي عن شرف ابنتها، ولكن وكيل النيابة (سعيد طرابيك) يدفع بأن الدفاع الشرعي يكون قبل وقوع الحدث، وبما أن القتل تم بعد وقوع الحدث، تكون الجريمة إنتقاما، ويطالب بالإعدام، ولكن المحكمة تخفف الحكم إلى عشر سنوات. تسقط سيدة، في المحكمة، وقد فارقت الحياة، وتخرج ناديه من المحكمة لتواجه المجهول.

## وصلات خارجية
- المرأة والقانون على موقع الدهليز
- المرأة والقانون على موقع قاعدة بيانات الأفلام العربية
- المرأة والقانون على موقع قاعدة بيانات الفيلم (الإنجليزية)
- المرأة والقانون على موقع ليتربوكسد (الإنجليزية)
- المرأة والقانون على موقع الدهليز
- المرأة والقانون على موقع كاروهات

https://www.themoviedb.org/movie/620373 المرأة والقانون (فيلم)
https://letterboxd.com/film/the-woman-and-the-law/ المرأة والقانون (فيلم)